# جيمس ماكلولين (كاتب)
جيمس ماكلولين هو كاتب كندي، ولد في 12 فبراير 1842 في أونتاريو في كندا، وتوفي في 28 يوليو 1923 في واشنطن العاصمة في الولايات المتحدة.